# Obus à charge creuse
Pour les articles homonymes, voir HEAT.

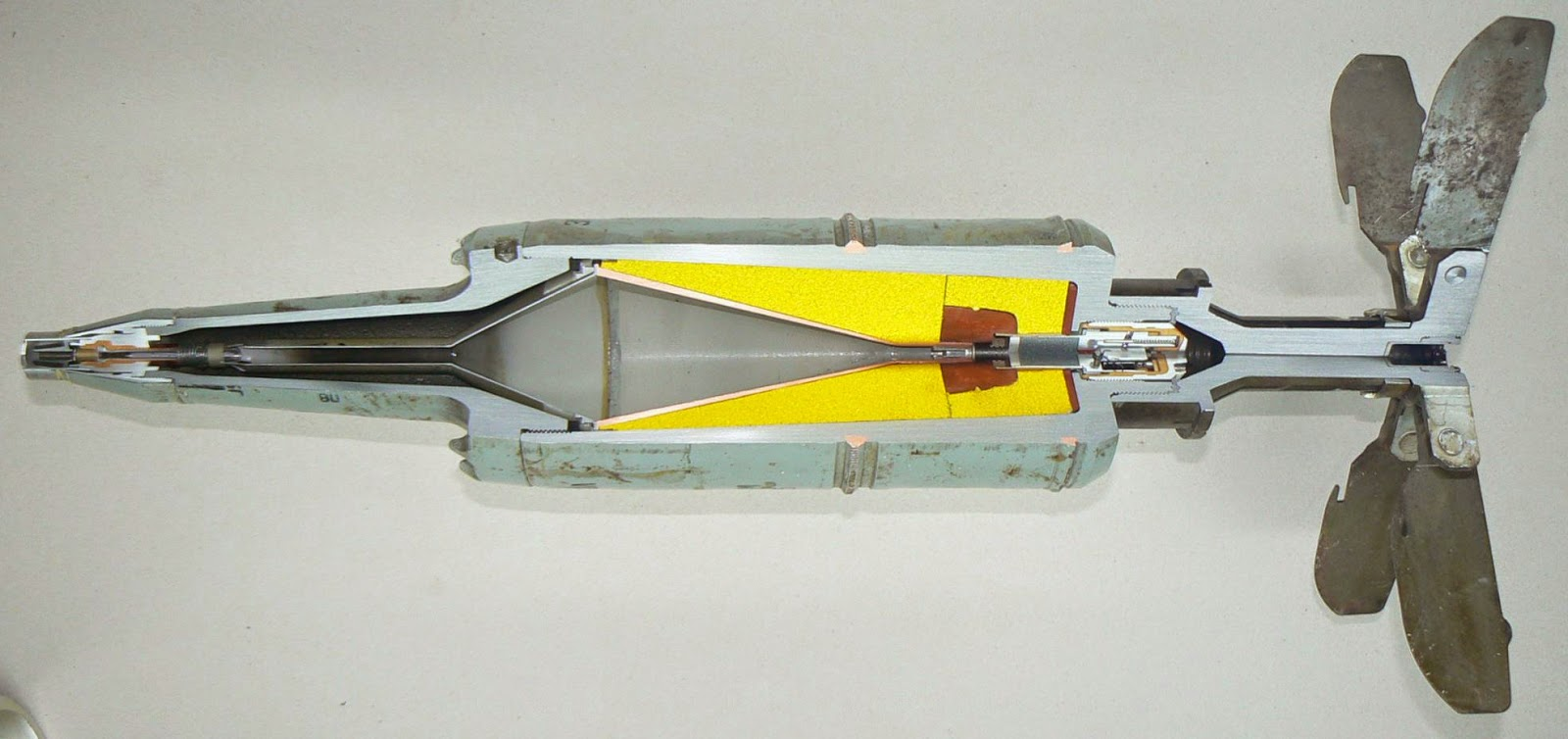
Un obus à charge creuse empenné 3BK14 de 125 mm de conception russe.

Un obus à charge creuse (OCC) est un type de munition antichar utilisant le principe de la charge creuse pour perforer le blindage d'un véhicule blindé.

## Histoire

### Seconde Guerre mondiale

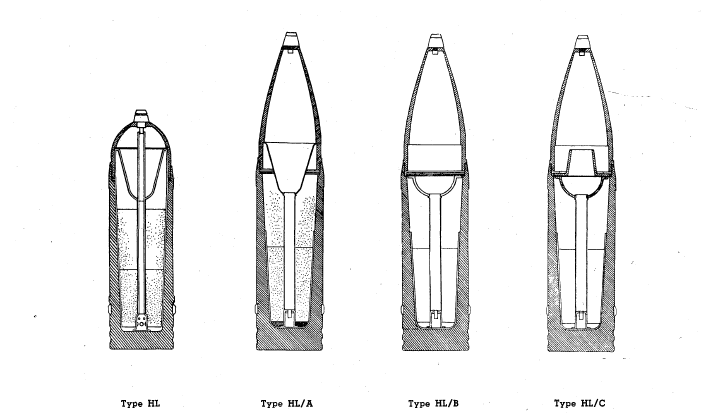
Évolution des obus à charge creuse allemands de 75 mm Gr. 38HL de 1940 à 1944.

Le Gr. 38HL de 75 mm est le tout premier obus à charge creuse à entrer en dotation dans une armée : il équipe les chars Panzer IV de la Wehrmacht à partir de juin 1940. Sa capacité de perforation est médiocre : 45 mm d'acier à blindage soit à peine deux tiers du calibre de la munition. L'obus connaît diverses améliorations (cavité plus profonde, nouvelle coiffe, ...) durant la Seconde Guerre mondiale et sa dernière version, la Gr.38 Hl/C, produite en début de l'année 1944, est capable de percer 100 mm d'acier soit 1,25 fois son calibre et ce, à toutes distances. Ce modèle d'obus est également produit en d'autres calibres comme en 88 mm (Hl.Gr 39) et en 105 mm (Gr.39 rot Hl).

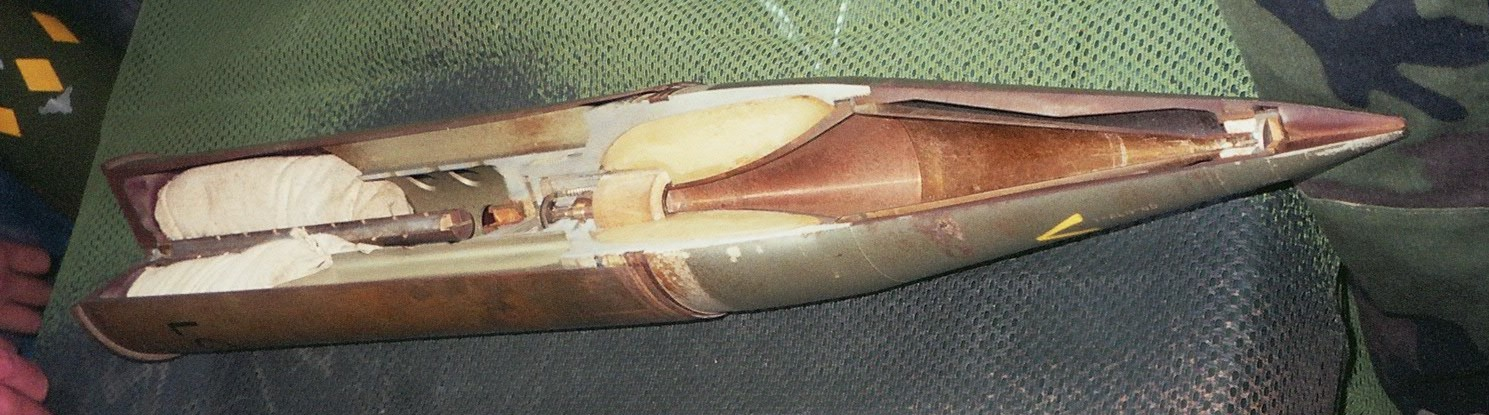
Coupe d'un obus à charge creuse américain M67 de 105 mm tiré par l'obusier M2A1.

Les Soviétiques et les Américains conçoivent également des obus à charge creuse avec des performances similaires pour leurs canons d'artillerie armant leurs canons automoteurs M4A3 (105), SU-122, SU-152. L'utilisation d'une ceinture dérapante est nécessaire afin de limiter la transmission de l'effet de rotation des rayures du canon à l'obus.
En 1944, la firme allemande Rheinmetall conçoit un canon antichar léger PAW 600 de 80 mm tirant un obus à charge creuse empenné 8 cm W Gr Patr H1 4462 dont l'apparence rappelle un obus de mortier. Cet obus est capable de perforer 140 mm d'acier (1,75 fois son calibre) soit autant qu'un obus perforant en carbure de tungstène tiré par le canon PaK 40 beaucoup plus lourd et plus coûteux.

### Guerre Froide

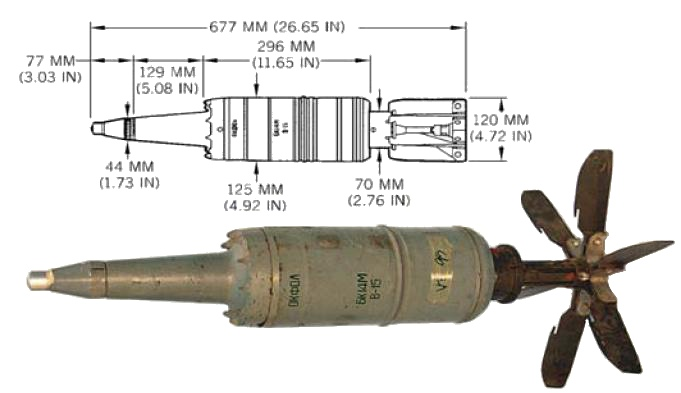
Un obus à charge creuse empenné de 125 mm 3BK14M de conception russe, entré en service en 1968, il possède un empennage déployant et une ogive en forme de bougeoir.

Le principe d'un obus à charge creuse empenné tiré par un canon léger à faible effort de recul est repris à partir des années 1950 par la firme belge MECAR pour son canon antichar Energa de 90 mm et en France par la DEFA pour son canon D 921A (CN 90 F1) du même calibre dont les obus empennés, et donc non soumis à la force de rotation, sont capable de perforer respectivement 350 mm et 320 mm d'acier à blindage soit plus de trois fois et demi leur calibre.
En France, à la fin des années 1940, le professeur Hubert Schardin et son équipe de chercheurs allemands travaillant au laboratoire de recherche de Saint-Louis (LRSL) arrivent à la conclusion que la force centrifuge imprimée à l'obus à charge creuse perturbe la formation du jet de cuivre en le désagrégeant en plus de le disperser. La perte de pouvoir perforant est sensible à partir de vitesses de rotation de 20 à 25 tours par seconde alors que les vitesses de rotation nécessaires à la stabilisation d'un obus sont de l’ordre de plusieurs centaines de tours par seconde. Ils en déduisent qu’une charge creuse montée dans un projectile gyrostabilisé ne pourra être efficace que si elle est indépendante des rotations du corps extérieur de l’obus. L’étude d’un concept de projectile remplissant cette condition est entreprise au laboratoire de Saint-Louis par un ingénieur allemand nommé Gessner d’où le nom d’obus « G » attribué à ce type d'obus à charge creuse. L'étude de faisabilité d'un tel type de projectile est acquise en 1953 et la DEFA poursuit elle-même, toujours en collaboration avec le LRSL, le développement de l'obus « G »  avec l'aide de l'École centrale de pyrotechnie (ECP) de Bourges, dans le but de concevoir un obus à charge creuse non tournante d'un calibre de 105 mm. L’obus « G » est un obus à charge creuse libre dit « non tournante », la charge creuse est montée sur roulements à billes à l’intérieur de l'enveloppe formant l'extérieur de l'obus qui assure sa stabilisation gyroscopique. L’obus « G » est tiré pour la première fois en mars 1955 par le canon de 105 mm CN 105/57 armant la tourelle oscillante FL 12 destinée au char léger AMX-13. L’obus « G » est adopté en 1961 sous l'appellation OCC 105 F1 (Obus à charge creuse de 105 mm modèle F1), le projectile est adapté aux cartouches de 105 × 372 mm R (obusier), 105 × 528 mm R (AMX-13) et 105 × 617 mm R (AMX-30).
Les Américains, de leur côté, reprennent le concept de l'obus à charge creuse empenné (appelé HEAT-FS) en concevant l'obus M348 HEAT pour les canons M36 et M41 de 90 mm, armant leurs chars moyens M47 et M48 Patton. Non satisfaits de la vitesse initiale et de la capacité de perforation du M348, les Américains conçoivent alors, à la fin des années 1950, un nouvel obus à charge creuse empenné de 90 mm appelé M431 HEAT-T, ce dernier a la particularité d'avoir une ogive en forme de bougeoir à la place d'une ogive traditionnelle de forme conique. L'extrémité allongée de l'ogive en forme de pointe a pour but d'améliorer la stabilité du projectile en vol en réduisant la trainée aérodynamique et d'optimiser la formation du jet de la charge creuse en faisant détoner l'obus à une distance plus propice.
L'ogive en forme de bougeoir représente une avancée notable dans le domaine des obus à charge creuse et est repris par la suite dans de nombreux pays comme l'Union soviétique au cours des années 1960 (obus 3BK9 de 122 mm, 3BK12 de 125 mm, 3BK15 de 115 mm, 3BK16 et 3BK17 de 100 mm), la république fédérale d'Allemagne (obus DM12 de 120 mm) et la France (obus OCC 120 G1 et OECC 120 F1 de 120 mm) durant la seconde moitié des années 1970.